# WrestleMania 25
WrestleMania 25 (Jubileuszowa Wrestlemania 25) – profesjonalna gala PPV. To największa gala wyprodukowana przez World Wrestling Entertainment (WWE). Odbyła się 5 kwietnia 2009 na Reliant Stadium w Houston w stanie Teksas. We Wrestlemani 25 brały udział 3 rostery: RAW, SmackDown, ECW.

## Wyniki walk
| #        | Rezultaty | Rodzaj meczu                                                                         | Czas  |
| -------- | --- | ------------------------------------------------------------------------------------ | ----- |
| Pre-Show | The Colóns (Carlito & Primo) pokonali Johna Morrisona & The Miza                                                                           | Lumberjack match unifikujący WWE Tag Team Championship i World Tag Team Championship | 08:20 |
| 1        | CM Punk pokonał Kane’a, Marka Henry’ego (z Tony Atlas), M.V.P., Sheltona Benjamina, Kofiego Kingstona, Christiana i Finlay (z Hornswoggle) | Money in the bank Ladder match                                                       | 14:24 |
| 2        | Santina Marella wygrała Koronę „Miss WrestleMania”                                                                                         | 25-Divas battle royal o Koronę „Miss WrestleMania”                                   | 05:57 |
| 3        | Chris Jericho pokonał Roddy’ego Pippera & Ricky’ego Steamboata & Jimmy’ego Snukę (z Ric Flair)                                             | Handicap Elimination match                                                           | 08:23 |
| 4        | Matt Hardy pokonał Jeffa Hardy’ego | Extreme Rules match                                                                  | 13:13 |
| 5        | Rey Mysterio pokonał JBL-a (c) | Singles match z WWE Intercontinental Championship                                    | 00:21 |
| 6        | The Undertaker pokonał Shawna Michaelsa | Singles match                                                                        | 30:41 |
| 7        | John Cena pokonał Edge’a (c) i The Big Showa                                                                                               | Triple Threat match z World Heavyweight Championship                                 | 14:21 |
| 8        | Triple H (c) pokonał Randy’ego Ortona | Singles match z WWE Championship                                                     | 23:34 |